# Australian Championships 1933
Gli Australian Championships 1933 (conosciuto oggi come Australian Open) sono stati la 26ª edizione degli Australian Championships e prima prova stagionale dello Slam per il 1933. Si è disputato dal 21 al 30 gennaio 1933 sui campi in erba del Kooyong Stadium di Melbourne in Australia.
Il singolare maschile è stato vinto dall'australiano Jack Crawford, che si è imposto sullo statunitense Keith Gledhill in quattro set. Il singolare femminile è stato vinto dall'australiana Joan Hartigan Bathurst, che ha battuto la connazionale Coral McInnes Buttsworth in due set. Nel doppio maschile si è imposta la coppia formata da Keith Gledhill e Ellsworth Vines, mentre nel doppio femminile hanno trionfato Margaret Molesworth e Emily Hood Westacott. Il doppio misto è stato vinto da Marjorie Cox Crawford e Jack Crawford.

## Risultati

### Singolare maschile
Jack Crawford ha battuto in finale  Keith Gledhill con il punteggio di 2–6, 7–5, 6–3, 6–2

### Singolare femminile
Joan Hartigan Bathurst ha battuto in finale  Coral McInnes Buttsworth con il punteggio di 6–4, 6–3

### Doppio maschile
Keith Gledhill /  Ellsworth Vines hanno battuto in finale  Jack Crawford /  Gar Moon con il punteggio di 6–4, 10-8, 6–2

### Doppio femminile
Margaret Molesworth /  Emily Hood Westacott hanno battuto in finale  Joan Hartigan Bathurst /  Marjorie Gladman Van Ryn con il punteggio di 6–3, 6–2

### Doppio misto
Marjorie Cox Crawford /  Jack Crawford hanno battuto in finale  Marjorie Gladman Van Ryn /  Ellsworth Vines con il punteggio di 3–6, 7–5, 13–11